# Samarino (obwód lipiecki)
Samarino (ros. Самарино) – wieś (ros. деревня, trb. dieriewnia) w zachodniej Rosji, w sielsowiecie lipowskim rejonu wołowskiego w obwodzie lipieckim.

## Geografia
Miejscowość położona jest nad rzeką Lipowiec, 5 km od centrum administracyjnego sielsowietu lipowskiego (Lipowiec), 10,5 km od centrum administracyjnego rejonu (Wołowo), 125 km od stolicy obwodu (Lipieck).
W granicach miejscowości znajduje się ulica Zariecznaja (73 posesji).

## Demografia
W 2012 r. miejscowość zamieszkiwało 112 osób.